# Felimida kpone
Felimida kpone is een slakkensoort uit de familie van de Chromodorididae. De wetenschappelijke naam van de soort is voor het eerst geldig gepubliceerd in 1981 door Edmunds.